# Jürgen Schäfer (Anglist)
Jürgen Schäfer (* 1. August 1933 in Wuppertal; † 25. September 1985 in Augsburg) war ein deutscher Anglist und Hochschullehrer.

## Leben und Wirken
Nach seiner 1954 erfolgten Reifeprüfung studierte Jürgen Schäfer Anglistik, Romanistik und Geschichte an den Universitäten Tübingen, Santander, Leicester und Münster. An der Universität Münster legte er 1960 das erste Staatsexamen für das Lehramt an höheren Schulen ab. 1961/62 war er als Teaching Fellow an der University of Pittsburgh tätig. Sein zweites Staatsexamen folgte 1963. Nach seiner Promotion an der Universität Münster war er dort von 1964 bis 1971 als wissenschaftlicher Assistent tätig. 1971 erwarb er mit seiner Habilitation die Lehrbefähigung für Englische Philologie. Zunächst versah er in Münster eine Lehrstuhlvertretung, 1973 wurde er zum Wissenschaftlichen Rat und Professor ernannt. Im Jahre 1974 erhielt er einen Ruf auf einen Lehrstuhl für Englische und Amerikanische Literaturwissenschaft an der Universität Augsburg. Schäfer starb frühzeitig 1985 während seiner Amtszeit als Dekan.
Schäfer beschäftigte sich sowohl mit der englischen als auch der amerikanischen Literaturgeschichte (einschließlich der Commonwealth-Literatur), außerdem mit William Shakespeare und der Lexikographie.

## Veröffentlichungen (Auswahl)
- Wort und Begriff „Humour“ in der elisabethanischen Komödie (= Neue Beiträge zur englischen Philologie, Bd. 6). Aschendorff, Münster 1966 (= Dissertation Universität Münster).
- Shakespeares Stil. Germanisches und romanisches Vokabular. Athenäum-Verlag, Frankfurt/M. 1973, ISBN 3-7610-7139-6 (= Habilitationsschrift Universität Münster).
- Die Krise der Shakespeare-Edition (= Schriften der Philosophischen Fachbereiche der Universität Augsburg, H. 2). Vögel, München 1975, ISBN 3-920896-21-1.
- (Hrsg.): Bartholomeus Anglicus / Batman vppon Bartholome in his booke De proprietatibus rerum 1582 (= Anglistica & Americana, Bd. 161). Olms, Hildesheim 1976, ISBN 3-487-05919-3.
- (Hrsg.): John Minsheu / Ductor in linguas (guide into the tongues) and Vocabularium hispanicolatinum (A most copious Spanish dictionary). Scholars' Facs. & Reprints, Delmar, NY 1978

- Documentation in the O.E.D. Shakespeare and Nashe as test cases. Clarendon Press, Oxford 1980, ISBN 0-19-811938-0.
- (Hrsg.): Commonwealth-Literatur (= Studienreihe Englisch, Bd. 43). Bagel, Düsseldorf 1981, ISBN 3-513-02293-X.
- Geschichte des amerikanischen Dramas im 20. Jahrhundert (= Sprache und Literatur, Bd. 111). Kohlhammer, Stuttgart 1982, ISBN 3-17-005629-8.
- Early modern English lexicography. Zwei Bände. Clarendon Press, Oxford 1989, ISBN 0-19-812847-9 u. ISBN 0-19-812849-5.

Außerdem zahlreiche Aufsätze in Fachzeitschriften und Sammelbänden.